# Sevilla (Chimborazo)
Sevilla ist eine Ortschaft und eine Parroquia rural („ländliches Kirchspiel“) im Kanton Alausí der ecuadorianischen Provinz Chimborazo. Die Parroquia besitzt eine Fläche von 22,62 km². Die Einwohnerzahl lag im Jahr 2010 bei 803. Die Bevölkerungsentwicklung hat einen negativen Trend.

## Lage
Die Parroquia Sevilla liegt in den Anden. Sevilla befindet sich 8,2 km südsüdöstlich des Kantonshauptortes Alausí auf einer Höhe von 2850 m. Die Fernstraße E35 (Alausí–Chunchi) führt 3,5 km weiter nördlich an Sevilla vorbei. Das Areal liegt am Nordhang des 4400 m hohen Cerro Cisarán. Im Norden reicht das Verwaltungsgebiet hinab bis zu dem nach Westen fließenden Río Chanchán (im Oberlauf auch Río Guasuntos).
Die Parroquia Sevilla grenzt im Osten an die Parroquia Pumallacta, im Südosten an die Parroquia Achupallas, im Süden an die Parroquia Chunchi (Kanton Chunchi), im Westen an die Parroquia Gonzol (ebenfalls im Kanton Chunchi) sowie im äußersten Norden an die Parroquia Alausí.

## Geschichte
Der Ort geht auf die Caserío San Pablo zurück, die zur Parroquia Gonzol gehörte. Am 15. August 1915 erlangte der Ort als eigenständige Parroquia seine Unabhängigkeit und wurde nach der spanischen Stadt Sevilla benannt.